# Vasco Lourenço de Almada
Vasco Lourenço de Almada foi vereador da Câmara de Lisboa (1365-1366) e procurador do mesmo concelho (1381-1383). É referido como mercador e cidadão de Lisboa. E o conhecido Livro de Linhagens do século XIV indica a sua condição de mordomo e conselheiro do rei D. Fernando de Portugal.
A 17 de Outubro de 1384, o mestre de Avis tirou para sempre a «Joham uaasquez d almadaã», seu filho, e a todos os seus herdeiros e sucessores, o foro de 40 libras anuais que pagava por uma casas em Lisboa aforadas ao rei, que já tinham sido aforadas por D. Fernando.
Segundo o "Nobiliário de Xisto Tavares" da Biblioteca Municipal do Porto, diz que: "Viajou em terras de mouros, onde adquiriu muita riqueza, voltando ao Reino em tempo de seu Pai, de quem foi universal herdeiro".
Seja por essa razão, ou não, seria bastante rico pois surge como rendeiro das sisas gerais da cidade de Lisboa entre 1 de Novembro de 1381 e 4 de Setembro de 1382, mas, que poderia já datar de vinte anos antes.
São de particular destaque as casas que tinha em Lisboa do rei emprazadas na rua de São Nicolau na Correaria e na Rua Nova, "freguesia" de São Julião.
Mas o codicilo ao seu testamento insere-o socialmente na freguesia de São Mamede, onde ele estabelece disposições para a compra de umas casas destinadas a um albergue para receber quatro pobres. Em memória dos seus progenitores assegurava nessa mesma ocasião pela instituição de uma capela na igreja de São Mamede a ser administrada por seu filho.
O padre Carvalho da Costa, na sua Corografia portugueza, refere que terá instituído "o Morgado dos Almadas que hoje (1708) pertencem aos Abranches". Na verdade esse morgado terá sido instituído em 1382, no concelho de Almada, que foi confiscado por D. Afonso V de Portugal ao seu neto D. Álvaro Vaz de Almada e que foi parcialmente recuperado por D. João de Abranches, seu filho, e a outra parte que ficou na posse da Casa Távora que o terá recebido de Álvaro Pires de Távora.
O marquês de Sande cita a "Crónica d’El-Rei D. João I", liv. I, para referir que uns designados paços de Valverde lhe foram aforados por D. Fernando e que estes ficavam junto ao Mosteiro de Alcobaça.
A "História Genealógica da Casa Real" diz que ele vivia em 1429.

## Dados genealógicos
Filho de
- João Anes (de Almada)

Casado com
- Inês Rodrigues, a qual, à data da morte do seu 2.º filho, se encontrava casada com o antigo ouvidor fernandino Gonçalo Miguéis[6].

Ou, segundo alguns outros genealogistas, nomeadamente Felgueiras Gaio, casou com D. Maria da Cunha, filha de João Lourenço da Cunha, senhor de Pombeiro. Casamento esse quando o seu sogro ainda estava casado com a famosa futura rainha D. Leonor Teles.
Pai de
- João Vasques de Almada.
- Antão Vasques de Almada.
- Joana Vaz de Almada[8], que foi casada com Afonso Anes Nogueira, senhor do morgado de São Lourenço, conselheiro régio, alcaide-mor de Lisboa, filho de João Peres Nogueira (Mestre João das Leis), senhor do morgado de São Lourenço, alcaide-mor de Lisboa, etc., e de sua 2ª mulher Constança Afonso; neto paterno, de Lourenço Peres (Nogueira)[9], meio-irmão de Filipe Nogueira, arcediago da Sé de Viseu, senhor do Morgado de São Lourenço; neto materno de Afonso Esteves de Azambuja, privado do Rei D. Pedro I e depois reposteiro-mor de D. João I, e de sua mulher Lourença de Andrade. C.G. (A sua representação juntou-se com a dos morgados de Santo Estêvão, depois com a dos viscondes de Vila Nova da Cerveira e marqueses de Ponte de Lima e hoje está nos marqueses de Castelo Melhor).

## Controvérsia genealógica
Afastada a teoria oitocentista de que descenderia de um inglês «Almadão» questiona-se se terá sido o primeiro a usar o Almada no nome ou não. A razão que é apresentada é que os seus pais, segundo as genealogias, teriam instituído um morgadio em Almada, na Caparica onde possivelmente viviam, de que o filho ao herdá-lo tirou o apelido.
O investigador Mário Farelo, que não encontrou qualquer referência documental da sua ascendência, exclui a hipótese de ele ser filho de João Anes (remetendo, este último, como sendo sogro antes dum seu filho João Vasques de Almada). Já Manuel Abranches de Soveral sugere como muito provável dele ser filho dum Lourenço Anes (irmão de Afonso Anes de Almada, advogado em Lisboa entre 1326 e 1353 e tabelião nesta cidade, um dos subscritores dos capítulos gerais das Cortes de Lisboa de 1352, que tinha sido morador em Pocalis (Almada)).
Outra questão prendesse se era nobre, de origem fidalga, na condição de mordomo mor e conselheiro do rei ou se seria antes um homem-bom e cavaleiro acontiado. Mas que documenta-se coevamente como mercador e cidadão de Lisboa (1355, Convento de Sta. Clara de Coimbra, 38, n. 9; ib, Convento de S. Domingos de Lisboa, 4, 254; 1378, CFºI, 2, 23v).
Assim como, se terá casado ou não com uma suposta D. Maria da Cunha, filha de D. João Lourenço da Cunha e Maria Viegas, mas que julga-se que tal não aconteceu e outra pessoa aqui referida ocupou seu lugar.